# Listă de armeni
Aceasta este o listă de armeni notabili.

## Listă de armeni
- Frik - poet medieval
- Gregory of Narek – călugăr medieval, teolog și poet
- William Saroyan – scriitor
- Levon Shant – dramaturg, romancier, poet
- Alexander Shirvanzade – scriitor
- Vahan Tekeyan – poet
- Henri Troyat – scriitor
- Costel Geambasu - cântăreț româno-armean
- Hovhannes Tumanyan – scriitor
- Charles Aznavour – cântăreț
- Aram Haciaturian – compozitor
- Sayat Nova – compozitor și cântăreț folk
- Arno Babajanian – compozitor
- Khachatur Abovian – scriitor
- Arthur Adamov – dramaturg
- Ghazaros Aghayan – poet, istoric
- Vardan Aigektsi – poet
- Avetik Isahakyan – poet
- Silva Kaputikyan – poet
- Frunzik Mkrtchyan – actor
- Serghei Parajanov – regizor
- Artavazd Peleshyan – regizor
- Henri Verneuil – regizor
- Levon Mkrtchyan – regizor
- Karen Shakhnazarov – regizor, producător și director general al studiourilor Mosfilm
- Yevgeny Vakhtangov – director de teatru
- Steve Zaillian – regizor
- Leonid Yengibarov – actor
- Gevorg Emin – poet
- Raffi – scriitor
- Alexander Arutiunian – compozitor
- Yevgeny Petrosyan – comediant
- Andy Serkis – actor
- Patrick Fiori – cântăreț
- Djivan Gasparyan – muzician, compozitor
- Gegam Grigoryan – tenor
- Alan Hovhaness – compozitor
- Vatche Hovsepian – muzician
- Hasmik Papian – soprană
- Nar-Dos – scriitor
- Mikael Nalbandian – scriitor
- Varujan Vosganian – economist, om politic și scriitor român
- Andranik Ozanian – erou național
- Michael Arlen – romancier
- Adam Bagdasarian – romancier
- Ben Bagdikian – jurnalist, autor
- Ara Baliozian – scriitor
- Peter Balakian – poet și scriitor
- Serghei Dovlatov – scriitor
- Hovhannes Erznkatsi – scriitor
- Mkhitar Gosh – poet
- Nancy Kricorian – autor, poet
- Vahan Kurkjian – autor, învățător
- Grigor Magistros – scriitor
- Nouritza Matossian – scriitor
- Arthur Nersesian – autor
- Yervant Odian – scriitor, satirist
- Amy Ouzoonian – poet
- Vazken Shushanian – scriitor
- Ronald Dzerigian – pictor
- Ara Güler – fotograf
- Arsen Deren Kalashian – pictor
- Malak Karsh – fotograf peisagist
- Sarkis – sculptor
- Edvard Sasun – pictor
- Hussein Chalayan – designer englez
- Arto Ter-Arutyunian – scriitor, pictor în Anglia (n. 1940 la Halep, în Siria)
- Ruben Ter-Arutyunian – pictor american; (n. 1920 la Tiflis, Georgia)
- Yuroz – pictor
- Anahid Ajemian – violonist
- Maro Ajemian – pianist
- Jacob Armen – toboșar și instrumentalist
- Andy (Andranik Madadian) – cântăreț
- George Avakian – producător
- Ross Bagdasarian – creator al musicalului Alvin and the Chipmunks
- Isabel Bayrakdarian – soprană și inginer
- Ara Berberian – cântăreț de operă
- Cathy Berberian – mezzo-soprană
- Raffi Cavoukian – compozitor de cântece pentru copii, muzician și entertainer
- Barbara Chookassian – cântăreață
- Slava Grigoryan – chitarist recunoscut
- Richard Hagopian – muzician
- Rouben Hakhverdian – muzician, compozitor
- John Herald – muzician bluegrass
- Leon Redbone – cântăreț neo-vaudeville (neconfirmat)
- Derek Sherinian – keyboardist pentru KISS
- System of a Down – trupă heavy metal. Membri: 
  - Serj Tankian – voce, claviatură
  - Daron Malakian – chitară, voce
  - Shavo Odadjian – chitară bas
  - John Dolmayan – tobe
- Mikael Tariverdiev – compozitor
- Harry Tavitian – muzician jazz
- Loris Tjeknavorian – compozitor
- Avet Terterian – compozitor
- Arto Tunçboyacıyan – percuționist și cântăreț
- Komitas Vardapet – muzician
- Michael Vartan – actor
- Sylvie Vartan – cântăreață
- Adrienne Barbeau – actriță
- Eric Bogosian – actor
- Christy Canyon – actriță de filme pentru adulți
- Cher (Cherilyn Sarkisian) – entertainer
- Mike Connors – actor
- David Dickinson – personalitate a televiziunii britanice
- Atom Egoyan – regizor
- Arlene Francis – actriță
- Vilen Galstyan – actor
- Michael Goorjian – actor
- Robert Guédiguian – regizor
- Sid Haig – actor
- David Hedison – actor
- Hughes Brothers – regizor
- Armen Jigarkhanyan – actor
- Howard Kazanjian – producător
- Edmond Keosayan – regizor
- Arsinee Khanjian – actriță
- Dmitry Kharatyan – actor
- Vilen Kolouta – realizator de filme
- Rouben Mamoulian – director de teatru și film
- Andrea Martin – comediantă
- Rafik Khachatryan – sculptor
- Garegin Khachatryan – sculptor, pictor
- Zeferino Merdirossian – artist
- Alain Mikli – designer
- Udi Hrant Kenkulian – muzician
- Michel Legrand – compozitor
- Pavel Lisitsian – cântăreț de operă
- Tigran Mansurian – compozitor
- Edward Manukyan – compozitor
- Mikhail Vartanov – regizor
- Eric Bogosian – dramaturg
- Chris Bohjalian – autor
- Alexander Akopov– președinte al RTR (post de televiziune rus)
- Hovhannes Abgari Adamian – inginer
- George Adomian – matematician, inginer
- Viktor Ambartsumian – astronom, fizician
- James P. Bagian – astronaut NASA
- Boris Babaian – părintele supercomputerului sovietic
- Karapet Chobanyan – inginer mecanic, a făcut prima descoperire în Armenia
- Raymond V. Damadian – inventator al MRI, numele său este trecut în National Inventors Hall of Fame
- Jack Kevorkian – patologist, pro eutanasie
- Carl Khachikyan – cercetător științific, în 1958 a condus lansarea rachetei americane Atlas;
- Leonid Khachiyan – matematician
- Semyon Kirlian – pionier al fotografiei
- Ivan Knunyants – chimist
- Artem Mikoyan – designer al avionului MiG
- Robert Nalbandyan – chimist
- Leon Orbeli – psiholog
- Mikhail Pogosyan – director general al corporației aviatice ruse Sukhoi
- Luther George Simjian – inventator al camerei autofocus, ATM, simulatorului de zbor
- Alexander Thomasian – cercetător al dispozitivelor de stocare
- Ara Abrahamian – boxer, medaliat cu argint la olimpiada din 2004 de la Atena
- Andre Agassi – jucător de tenis
- Artur Grigoryan – boxer profesionist (WBO), campion mondial
- Vladimir Akopian – jucător de șah, clasat pe locul 16 în lume
- Levon Aronian – jucător de șah, clasat pe locul 5 în lume
- Drew Casen – jucător de bridge, locul 2 în 1990 la campionatul mondial de bridge de la Geneva
- Steve Bedrosian – jucător de baseball
- Marcelo Djian – jucător de fotbal
- Youri Djorkaeff – jucător de fotbal
- Alecko Eskandarian – jucător de fotbal
- Andranik Eskandarian – jucător de fotbal
- Vahan Gevorgyan – jucător de fotbal
- Garry Kasparov – campion mondial de șah, clasat pe locul 1 în lume
- Henri Grigorian – jucător de fotbal recunoscut pe plan mondial
- Zuhrab Boghossian – jucător de fotbal, baschet și campion la tenis
- Armen Keteyian – broadcaster
- Tim Kurkjian – analist sportiv, în special de baseball la ESPN
- Katerina Maleeva – jucător de tenis
- Magdalena Maleeva – jucător de tenis
- Manuela Maleeva – jucător de tenis
- David Nalbandian – jucător de tenis
- Armen Nazarian – atlet, dublu campion olimpic la lupte greco-romane
- Ara Parseghian – antrenor de fotbal
- Tigran Petrosian – campion mondial la șah
- Hal Haig Prieste – scafandru, medaliat cu bronz la olimpiadă
- Alain Prost – campion la Formula 1
- Sargis Sargsian – jucător de tenis
- Jerry Tarkanian – antrenor de baschet
- Matt Vasgersian – broadcaster
- Garo Yepremian – jucător în NFL
- Albert A. Boyajian – om de afaceri, filantrop, activist politic
- Calouste Gulbenkian – om de afaceri, filantrop, „oil mogul”
- Kirk Kerkorian – om de afaceri, multimiliardar, filantrop
- Alex Manoogian – om de afaceri, filantrop
- Serge Tchuruk – om de afaceri, șef executiv la Alcatel
- John Vartan – om de afaceri
- Zildjian – fabricant renumit de cinele Zildjian din 1623
- Edouard Balladur – politician francez, prim-ministru (1993-1995)
- Basil I, Macedonul – împărat bizantin (867-886)
- Bardas Mamikonian – Caesar și regent al imperiului bizantin (856-866)
- Levon Mkrtchyan - regizor
- David Barsamian – jurnalist, prezentator radio
- Vartivar Sagherian – președinte al FZ Industries
- Abel Aganbegyan – consultant economic pentru Rusia în timpul lui Gorbaciov
- Aiven Andrians – fondatorul partidului umanist religios american
- Sarkis Assadourian – politician canadian
- Bob Avakian – președinte al partidului revoluționar comunist, SUA
- Ivan Aivazovsky - pictor
- Minas Avetisyan – pictor
- Toros Roslin – pictor medieval
- Arshile Gorky - pictor
- Toros Roslin - pictor medieval
- Jean Carzou - Garzou - Garnik Zouloumian - pictor
- Edgar Chahine - pictor
- Jansem Jean Semerjian - pictor
- Garzou Garnik Zouloumyan - pictor
- Eric Grigorian - jurnalist
- Ara Güler - fotograf
- Nonny Hogrogian - autor de cărți pentru copii
- Yousuf Karsh - fotograf
- Khachar, Rafik Khachatryan - sculptor
- Hovsep Pushman - pictor
- Tigran Avakian - fotograf
- Sarkis - sculptor
- Martiros Saryan - pictor
- Vardkes Sureniantz - pictor
- Edvard Sasun - pictor
- Abraham Azarian - pictor
- Haik Azarian - pictură religioasă
- Garbis Dedeian - muzician, compozitor, saxofonist -jazz
- Capriel Dedeian - muzician, compozitor, chitarist -jazz